# Pietra di Trentola
La pietra di Trentola è un reperto archeologico situato in Italia, precisamente in Marcianise nella provincia di Caserta.

## Descrizione
Si tratta di un cippo cilindrico terminale romano di probabile età augustea. Questa pietra era posta dove il sesto decumano e il quarto cardine, dell'antica Marcianise, si incrociano; oggi è ben visibile al centro dell'incrocio fra la via Principale Loriano - Trentola e quella di Casal del Bene. È possibile che costituisse il limite meridionale del reticolato viario entro cui era compreso l'antico nucleo della centuria di Marcianise nata appunto in epoca romana.
Attualmente presenta una scheggiatura, forse dovuta alla disattenzione di qualche automobilista.

## Ipotesi sulla funzione
Durante i secoli la pietra è stata oggetto di leggende locali che la indicavano come copertura di un tesoro diabolico e fonte di disgrazie per che provava a smuoverla tirandola con funi legate a buoi. Si dice che dopo averlo rivoltato, si sentì una voce pronunciare le seguenti parole "Ora che mi avete girato, sto fresco e riposato".
Nel 2010 lo studioso Nicola Erboso ha ipotizzato che il cippo sia un elemento di un torchio romano a leva. Tale convinzione nasce dall'esistenza di parecchie pietre calcaree simili a quella di Marcianise con i caratteristici incastri a coda di rondine necessari per sollevarla perpendicolarmente, come quelle nel museo di Calvi Risorta (proveniente da Caiazzo) ed a Francolise e sarebbero collegate alla coltivazione dell'olivo nel territorio casertano, come documentato da pergamene antiche.